# محمود شحود
محمود شحود (عربی: محمود شحود؛ زادهٔ ۹ اکتبر ۱۹۷۶) بازیکن فوتبال اهل لبنان بود.
وی همچنین در تیم ملی فوتبال لبنان بازی کرده‌است.